# 30 до н. е.

## Події
- Початок римського панування над Єгиптом
- Міріан II (до 20 року до н. е.) став 8-м царем Грузії.

## Померли
- 1 серпня — здійснив самогубство римський державний діяч Марк Антоній
- 12 серпня — Птолемей XV Цезаріон, останній фараон Єгипту
- 30 серпня — покінчила життя самогубством Клеопатра VII
- Йоханан Гіркан II — юдейський етнарх з династії Хасмонеїв
- Фарнаваз II — цар Іберії з династії Арташесідів
- Сервілія Ісавріка — давньоримська матрона часів пізньої Римської республіки
- Публій Канідій Красс — військовий та політичний діяч пізньої Римської республіки
- Марк Емілій Лепід Молодший — політичний діяч Римської республіки
- Діодор Сицилійський — давньогрецький історик родом з Агіріума на Сицилії.